# 柴崎芳太郎
柴崎 芳太郎（しばざき よしたろう、1876年（明治9年）8月13日 - 1938年（昭和13年）1月29日）は、陸地測量部の測量官を務めた陸軍技師。新田次郎の小説『劒岳 点の記』の主人公として知られている。

## 来歴・人物
1876年（明治9年）、山形県大石田町で生まれる。初め軍人を志し、1896年（明治29年）、台湾守備隊に入隊、その後陸軍教導団に入った。1903年（明治36年）12月に参謀本部陸地測量部（現在の国土地理院）修技所に転じ、陸地測量手（判任官）として三角科第四班（三・四等三角測量担当）に配属された。
中部地方の三角測量を経験したのち、越中剱岳一帯の三等三角網完成を命じられ、1906年（明治39年）9月に剱岳の下見を行っている。翌年7月、山案内人の宇治長次郎、助手の生田信らと共に未踏峰とされてきた剱岳登頂に成功し、山頂で修験者が遺したと考えられる錫杖の頭と鉄剣を発見した。これらの遺物は長らく柴崎家に保管されていたが、現在は国指定の重要文化財として富山県立山博物館（富山県立山町）に所蔵されている。その後は本土の測量のみならず、台湾、満州、シベリアなどで測量作業に従事した。1932年（昭和7年）1月21日、陸地測量師（高等官七等）に任ぜられ、翌22日依願免官。1938年（昭和13年）、肺炎のため死去。
小説『劒岳 点の記』では、名誉や利益を求めず、結果を急がず、誇りと勇気・信念を持って任務を全うしようとする使命感の強い寡黙な測量官として描かれている。

## 栄典
- 1906年（明治39年）4月1日 - 明治三十七八年従軍記章[3]
- 1917年（大正6年）9月25日 - 勲八等瑞宝章[4]
- 1918年（大正7年）10月10日 - 従七位[5]
- 1920年（大正9年）11月1日 - 勲七等青色桐葉章・大正三年乃至九年戦役従軍記章[6]
- 1923年（大正12年）12月10日 - 正七位[7]
- 1931年（昭和6年）5月1日 - 帝都復興記念章[8]
- 1930年（昭和7年）3月14日 - 勲六等瑞宝章[9]

## 演じた俳優
- 浅野忠信（2009年、映画「劒岳 点の記」）